# Per Gillbrand
Per Gillbrand, né le 23 mars 1934 à Tidaholm et mort le 30 novembre 2016, est un ingénieur suédois spécialisé en industrie automobile. Il est connu pour avoir  contribué à l'introduction des moteurs turbo chez Saab.

## Biographie

### Carrière
Diplômé ingénieur en génie mécanique de l'École Technique de Göteborg en 1955, Per Gillbrand s'engage immédiatement dans l'industrie automobile suédoise. D'abord chez Volvo, où il travaille au bureau d'étude expérimentale, puis chez Saab à partir de 1964. Il sera affecté à l'usine de Trollhättan, sous l'ère Saab-Scania, dans le développement des moteurs, puis à l'usine de Södertälje lorsque, à partir de 1990, l'entreprise devient Saab Automobile AB après son acquisition totale par General Motors.

### Contributions techniques
Passionné de mécanique, Per Gillbrand est ingénieur motoriste par pure vocation, travaillant à l'élaboration de solutions nouvelles à titre professionnel autant qu'à titre amateur. Sa contribution majeure à l'industrie automobile consiste en l'introduction d'innovations technologiques pointues dans la production automobile de masse. Il a entre autres contribué à l'introduction du turbo dans les voitures de série, en 1976 avec la Saab 99 Turbo. Il contribue également à résoudre les problèmes de cliquetis en 1980 grâce à son système Automatic Performance Control (APC) sur la Saab 900, puis en 1984 à l'introduction de quatre soupapes par cylindre avec double arbre à cames en tête. Il introduit ensuite l'allumage à décharge capacitive en 1987, et le double arbre d'équilibrage en 1989. En 1995 il dépose un brevet sur un dispositif permettant d'injecter de l'air dans l'échappement juste avant le pot catalytique, pour augmenter le taux d'oxygène et améliorer la fonction catalytique. 

En 1992, Per Gillbrand est nommé docteur honoris causa en ingénierie à l'université technique suédoise Chalmers de Göteborg. En 2006, il devient membre honoraire du club suédois de la Volvo P1800, pour sa contribution majeure au développement du moteur B18, notamment l'introduction d'un vilebrequin à cinq paliers. 

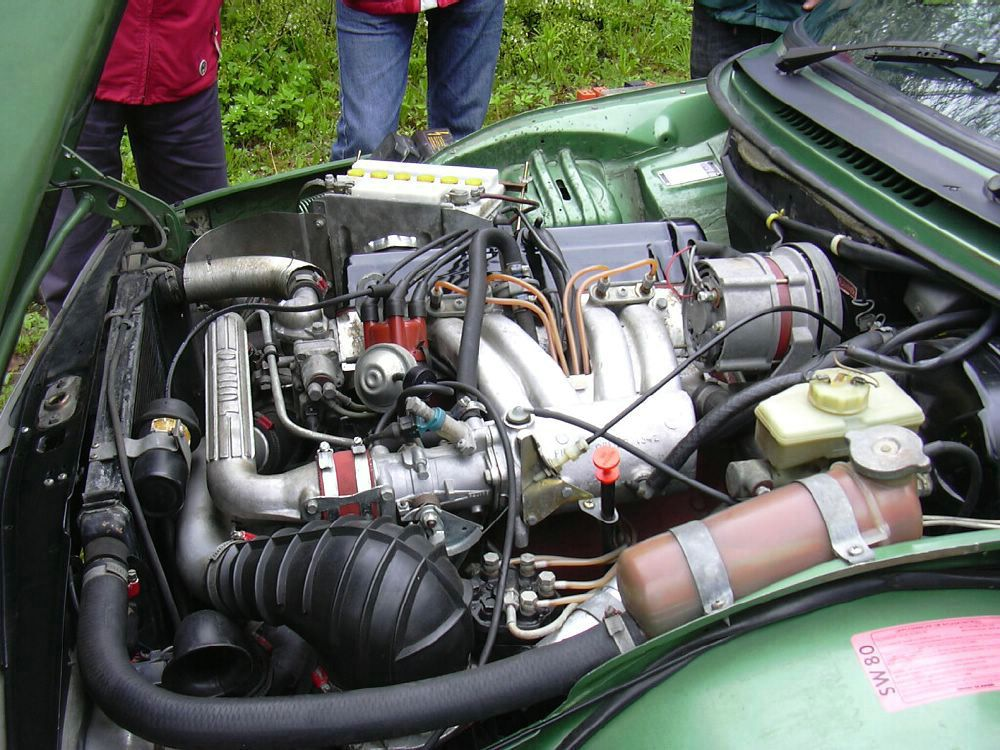
Moteur turbo Saab 99
Système APC : 1) Détecteur de cliquetis 2) Transducteur de pression 3) Calculateur 4) Soupape de décharge
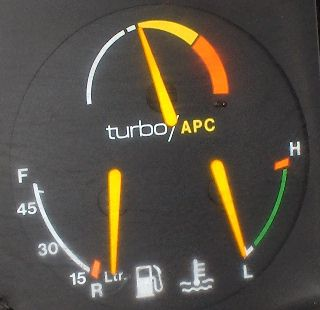
Système APC :
1) Détecteur de cliquetis
2) Transducteur de pression
3) Calculateur
4) Soupape de décharge
- Indicatif APC